# 琉球ムーン
「琉球ムーン」（りゅうきゅうムーン）は、国仲涼子のデビューシングル。

## 概要
- 自身主演のドラマ「ちゅらさん2」の主題歌で、発売当時オリコンチャートでインディーズシングルとして最高位を記録。

## 収録曲
1. 琉球ムーン
  - 作詞：木村武達、作曲：ミヤギマモル、編曲：Haya10
  - NHKテレビドラマ「ちゅらさん2」主題歌
2. 遠くで…
  - 作詞：津波信一、作曲：ミヤギマモル、編曲：Haya10

## カバー
- 2007年にSISTER KAYAがカバーアルバム『たからもの3』にてカバー。